# Казальмайокко
Казальмайокко (італ. Casalmaiocco) — муніципалітет в Італії, у регіоні Ломбардія,  провінція Лоді.
Казальмайокко розташоване на відстані близько 450 км на північний захід від Рима, 36 км на південний схід від Мілана, 10 км на південь від Лоді.
Населення — 3130 осіб (2014).
Щорічний фестиваль відбувається першої неділі жовтня. Покровитель — Madonna del Rosario.

## Демографія
Населення за роками:

Станом на 1 січня 2023 року в муніципалітеті офіційно проживало 205 іноземців з 40 країн, серед них 91 громадянин країн Євросоюзу та 21 громадянин України.

## Сусідні муніципалітети
- Дрезано
- Мулаццано
- Сордіо
- Таваццано-кон-Віллавеско
- Віццоло-Предабіссі